# Jan-Ove Waldner
Jan-Ove ”J-O” Waldner (egentligen Valdner), född 3 oktober 1965 i Hägersten, är en svensk bordtennisspelare och flerfaldig världsmästare i både singel och lag. Han kallas ofta J-O och är i Kina känd under namnet 老瓦 Lǎo Wǎ – ”Gamle Wa(ldner)” – eller 常青树 Cháng Qīng Shù – ”Det evigt gröna trädet”. Waldner fick sitt genombrott som 16-åring 1982, när han nådde final i EM, och hans karriär sträckte sig sedan drygt 20 år. 
Waldner betraktas av vissa som världens genom tiderna bästa bordtennisspelare, och när den bäste svenske idrottsmannen genom tiderna skulle utses 2014 fick Waldner tredje plats. Framgångarna inkluderar OS-guld samt dubbla VM-guld i singel, fyra VM-guld i lag och sju Europa Top-12-segrar. Två gånger belönades han med Svenska Dagbladets guldmedalj (”Bragdguldet”) – 1989 som del av VM-guldlaget och 1992 ensam (efter OS-guldet). Waldner är den första personen, och hittills den enda, från ett icke-asiatiskt land som har vunnit ett OS-guld i bordtennis.

## Biografi
Jan-Ove Waldner är son till Åke och Marianne Waldner. Han har en bror, Kjell-Åke. Hans talang för bordtennis upptäcktes när han var fem år av föräldrarna, och vid sex års ålder började han spela i en klubb. Som ungdom åkte han på träningsläger till Kina, och ska ha blivit mycket inspirerad av kinesernas engagemang för sporten.

### Tidiga framgångar
I början av 1980-talet utvecklades Jan-Ove Waldner snabbt till en av de ledande i den nya unga bordtennisgenerationen efter de tidigare svenska dominanterna Hans Alsér, Kjell Johansson och Stellan Bengtsson. Den första internationella seniortiteln i singel erövrade han (som 16-åring) i Israel Open 1981. Året därpå nådde han sin första stora mästerskapsmedalj, då han spelade singelfinal i EM och där förlorade mot lagkamraten Mikael Appelgren. År 1983 vann han den första stora internationella seniortiteln i SOC, och 1984 erövrade han Europa Top 12-guld (första gången av sju).
Under resten av 1980-talet etablerade Waldner sig som en av ledarna i ett mycket framgångsrikt svenskt herrlandslag, i konkurrens med främst Mikael Appelgren, Erik Lindh och Jörgen Persson. Sverige erövrade ett antal EM- och VM-guld i lag och framträdde med en bred topp med få motsvarigheter i europeisk bordtennishistoria vid sidan av Ungern.
År 1989 vann Jan-Ove Waldner för första gången VM i singel, samtidigt som också herrlandslaget erövrade VM-guld i lag. De samtidiga framgångarna under året belönades med Victoriastipendiet till Waldner och Svenska Dagbladets guldmedalj till landslaget. Året därpå vann Waldner World Cup i singel.

### 1990- och 2000-talen
Vid sommar-OS i Barcelona 1992 erövrade Waldner Sveriges enda OS-guld under tävlingarna, genom sin finalvinst i singel över Jean-Philippe Gatien. Genom segern hade Waldner som förste bordtennisspelare erövrat alla stora internationella mästerskapstitlar i singel, en så kallad Grand Slam. Senare under året tilldelades han också "Bragdguldet" för andra gången (denna gång individuellt).
Under 1990-talet utmanades Jan-Ove Waldner som Sverige-etta av en ny generation av spelare, däribland Peter Karlsson (EM-guld i singel 2000). Waldner fortsatte dock – i likhet med generationskollegan Jörgen Persson – sin internationella karriär med stor framgång ända in i 40-årsåldern. År 1996 vann Waldner för första gången EM i singel, och samma år vann han sin sjunde titel i Europa Top 12.
Året därefter vann han för andra gången VM i singel. Detta skedde vid världsmästerskapen i Manchester, där Waldner gick igenom turneringen med de sammanlagda setsiffrorna 21–0 – något ingen lyckats med vare sig förr eller senare (noterat 2016).
Den sista EM-medaljen vann Waldner i Zagreb 2002, guld med herrlaget, och den sista i VM-sammanhang i Osaka 2001, brons med herrlaget. År 2002 var det sista året som Waldner (då 37 år) rankades bland världens tio bästa singelspelare. 2004 skapade han pingisfeber i Sverige när han avancerade långt i herrarnas singelturnering vid Olympiska Spelen i Aten. I semifinalen förlorade han mot koreanen Ryu Seung-min, som sedan vann turneringen. I matchen om bronsplatsen mot Liqin Wang förlorade han också med 1–4 och slutade på fjärde plats.
Waldner behandlades för ett svårt spelberoende i början av 2000-talet och förlorade en stor del av sin förmögenhet på grund av det missbruket.

### Fortsättning i Sverige och som veteran
På nationell nivå var Jan-Ove Waldner framgångsrik ytterligare ett antal år, med spel i både Pingisligan och i SM-sammanhang. År 2010 vann han sitt nionde och sista SM-guld i singel.
Den 11 februari 2016 spelade Waldner sin sista match i Pingisligan, och han avslutade därmed en lång och mycket framgångsrik karriär.
Även efter de internationella framgångarna i stora mästerskap har Waldner utmärkt sig i olika sammanhang. Han har bland annat nått goda resultat på veterannivå och vann 2014 den första upplagan av ITTF Legends Tour i singel mot Jean-Michel Saive.

### Klubbar
- 1971–1984 – Stockholms Spårvägars GoIF (Sverige)
- 1984–1987 – ATSV Saarbrucken (Tyskland)
- 1987–1991 – Stockholms Spårvägars GoIF (Sverige)
- 1991–1995 – Ängby SK (Sverige)
- 1995–2003 – Kalmar BTK (Sverige)
- 2003–2005 – SV Weru Pluderhausen (Tyskland)
- 2005–2012 – TTC Röhn-Sprudel Fulda-Maberxell (Tyskland)
- 2012–2016 – Spårvägens BTK (Sverige)
- Källor:[13]

## Meriter
OS
- 1988 - Kvartsfinal individuellt (5-8:e plats), Kvartsfinal i dubbel (5-8:e plats)
- 1992 - Guld individuellt,[15] Utslagen i gruppspelet i dubbel (9-16:e plats)
- 1996 - 1/8-delsfinal individuellt (9-16:e plats), Kvartsfinal i dubbel (5-8:e plats)
- 2000 - Silver individuellt,[15] 1/8-delsfinal i dubbel (9-16:e plats)
- 2004 - 4:e plats individuellt,[15] Kvartsfinal i dubbel (5-8:e plats)

VM
- 1983 - Silver i Lag[15]
- 1985 - Silver i Lag[15]
- 1987 - Silver individuellt, Silver i Lag[15]
- 1989 - Guld individuellt, Guld i Lag[15]
- 1991 - Silver individuellt, Guld i Lag[15]
- 1993 - Brons individuellt, Guld i Lag[15]
- 1995 - Silver i Lag[15]
- 1997 - Guld individuellt[15] (21-0 i setskillnad!), Silver i Dubbel
- 1999 - Brons individuellt[15]
- 2000 - Guld i Lag[15]
- 2001 - Brons i Lag
- 2004 - Brons i Lag

ITTFs World clubs championships (VM för klubblag)
- 1999 - Brons i Lag (Kalmar BTK)

WORLD CUP
- 1983 - Silver individuellt
- 1990 - Guld individuellt, Guld i Lag
- 1991 - Brons individuellt, Silver i Lag
- 1994 - Silver i Lag
- 1996 - Silver individuellt

PRO TOUR Grand finals
- 1998 - Brons individuellt

EM
- 1982 - Silver individuellt[15]
- 1984 - Silver i Dubbel
- 1986 - Guld i Dubbel, Guld i Lag[15]
- 1988 - Brons individuellt, Guld i Dubbel, Guld i Lag[15]
- 1990 - Guld i Lag[15]
- 1992 - Silver i Dubbel, Guld[15] i Lag
- 1994 - Silver individuellt, Silver i Lag[15]
- 1996 - Guld individuellt, Guld i Dubbel, Guld i Lag[15]
- 1998 - Brons i Dubbel
- 2000 - Brons individuellt, Guld i Lag[15]
- 2002 - Guld i Lag[15]

ETTUs European Club Cup of Champions (EM för klubblag)
- 1986 - Guld i Lag (ATSV Saarbrücken)
- 1987 - Silver i Lag (ATSV Saarbrücken)

JEM
- 1979 - Silver individuellt (Cadet)
- 1980 - Silver individuellt (Cadet), Guld i HJ17-dubbel, Guld i Lag
- 1981 - Guld individuellt, Guld i HJ-dubbel, Guld i Lag
- 1982 - Guld individuellt, Guld i HJ-dubbel, Silver i Mixjunior-dubbel, Guld i Lag
- 1983 - Guld individuellt, Silver i Mixjunior-dubbel

EUROPA TOP-12
- 1983 - 9:e plats
- 1984 - Guld
- 1985 - 5:e plats
- 1986 - Guld
- 1987 - Silver
- 1988 - Guld
- 1989 - Guld
- 1990 - Silver
- 1991 - Silver
- 1992 - 4:e plats
- 1993 - Guld
- 1994 - Silver
- 1995 - Guld
- 1996 - Guld
- 1997 - Brons
- 1998 - Brons
- 1999 - 5:e plats
- 2004 - 9:e plats

EUROPEAN MASTERS CUP
- 1992 - Guld
- 1993 - Guld
- 1995 - Brons
- 1996 - Silver
- 1998 - Brons

SOC
- 1981 - Brons i Dubbel
- 1983 - Guld individuellt
- 1985 - Brons individuellt, Brons i Dubbel
- 1989 - Silver i Dubbel
- 1991 - Brons individuellt, Brons i Dubbel
- 1995 - Silver individuellt
- 1996 - Brons individuellt
- 1998 - Brons individuellt, Silver i Dubbel

NM
- 1981 - Silver individuellt, Guld i Dubbel, Guld i Lag
- 1983 - Silver individuellt, Guld i Dubbel, Guld i Lag
- 1988 - Guld individuellt, Silver i Dubbel, Guld i Mixdubbel, Guld i Lag

SM
- 1981 - Brons individuellt, Guld i Dubbel
- 1982 - Guld i Dubbel, Guld i Mixdubbel
- 1983 - Guld individuellt, Brons i Dubbel, Guld i Mixdubbel, Guld i Lag (Stockholms Spårvägars GoIF)
- 1984 - Guld individuellt, Brons i Dubbel, Silver i Mixdubbel, Guld i Lag (Stockholms Spårvägars GoIF)
- 1985 - Brons individuellt, Brons i Dubbel, Guld i Mixdubbel
- 1986 - Guld individuellt, Guld i Dubbel
- 1988 - Brons individuellt, Silver i Dubbel
- 1989 - Guld individuellt, Silver i Dubbel
- 1990 - Brons i Dubbel
- 1991 - Guld individuellt, Guld i Dubbel
- 1992 - Brons individuellt, Guld i Dubbel, Guld i Lag (Ängby SK)
- 1993 - Silver i Dubbel
- 1994 - Silver individuellt, Guld i Dubbel
- 1995 - Guld i Lag (Ängby SK)
- 1996 - Guld individuellt, Brons i Dubbel, Guld i Lag (Kalmar BTK)
- 1997 - Guld individuellt, Silver i Dubbel
- 1999 - Brons individuellt, Guld i Dubbel, Guld i Lag (Kalmar BTK)
- 2000 - Guld i Lag (Kalmar BTK)
- 2001 - Brons i Dubbel
- 2002 - Guld i Lag (Kalmar BTK)
- 2006 - Guld individuellt
- 2007 - Brons individuellt, Brons i Dubbel
- 2010 - Guld individuellt

USM
- 1976 - Guld individuellt (P11),
- 1977 - Guld individuellt (P11),
- 1979 - Silver individuellt (P13),
- 1980 - Brons individuellt (P15),
- 1981 - Guld individuellt (P15), Guld individuellt (HJ17), Brons i HJ17-Dubbel
- 1982 - Guld individuellt (HJ17),
- 1983 - Silver individuellt (HJ17), Silver i HJ17-Dubbel

TYSKA BUNDESLIGA
- 1986 - Guld i Lag (ATSV Saarbrücken)

TYSKA CUPEN
- 1985 - Guld i Lag (ATSV Saarbrücken)
- 1986 - Guld i Lag (ATSV Saarbrücken)

VÄRLDSRANKING
- 1982 - 22:a (juli) (Top-30 för första gången, 16 år gammal)
- 1983 - 8:a (30 juni) (Top-10 för första gången, 17 år gammal)
- 1984 - 4:a (juli)
- 1985 - 6:a (10 februari)
- 1986 - 6:a (juli)
- 1987 - 2:a (april)
- 1988 - 2:a (februari)
- 1989 - 1:a (april) (Världsetta för första gången, 23 år gammal)
- 1990 - 1:a (februari)
- 1991 - 1:a (februari)
- 1992 - 1:a (september)
- 1993 - 1:a (februari)
- 1994 - 2:a (augusti)
- 1995 - 4:a (april)
- 1996 - 4:a (juli)
- 1997 - 1:a (april)
- 1998 - 1:a (januari) (Världsetta för sista säsongen, 33 år gammal)
- 1999 - 5:a (juli)
- 2000 - 4:a (oktober)
- 2001 - 9:a (november)
- 2002 - 5:a (januari) (Top-10 för sista säsongen, 37 år gammal)
- 2003 - 13:e (januari)
- 2004 - 14:e (oktober)
- 2005 - 16:e (januari)
- 2006 - 27:a (februari)
- 2007 - 32:a (maj)
- 2008 - 40:e (mars) (Världsrankad för sista säsongen, 43 år gammal)

55 individuella titlar i internationella mästerskap, öppna internationella mästerskap samt inbjudningsturneringar.
Här ingår:
- 1981 - Israel Open
- 1982 - Seoul Open, Vienna Gala
- 1983 - Swedish Open Championships (SOC)
- 1984 - Europa Top-12, Deutschland Cup
- 1985 - Polish Open
- 1986 - Europa Top-12, German Open, French Open
- 1988 - Europa Top-12, Nordiska Mästerskapen, French Open, Euro-Asia Tournament, Pondus Cup
- 1989 - VM, Europa Top-12, Stiga Grand Prix Masters, IOC President's Cup
- 1990 - World Cup, US Open, Japan Open, World All Stars Circuit (x2)
- 1991 - Japan Open, World All Stars Circuit (x2), Pondus Cup
- 1992 - OS, French Open, World All Stars Circuit (x2), European Masters Cup, Grand Prix de Paris
- 1993 - Europa Top-12, World All Stars Circuit (x2), European Masters Cup, Danske Bank Cup, Deutschland Cup
- 1995 - Europa Top-12, Finlandia Open
- 1996 - EM, Europa Top-12, Yugoslav Open, French Open, Deutschland Grand Prix, Estonia Memorial Tournament
- 1997 - VM, Qatar Open, Japan Open, Deutschland Cup
- 1998 - Pondus Cup
- 2000 - Pondus Cup
- 2003 - Super Circuit